# Ferenc Róth
Ferenc Róth (Székesfehérvár, 24 dicembre 1978) è un calciatore ungherese, centrocampista dello Železná Ruda.